# Spinorea montana
Spinorea montana is een haft uit de familie Ephemerellidae. De wetenschappelijke naam van de soort is voor het eerst geldig gepubliceerd in 1995 door Kang & Yang.
De soort komt voor in het Oriëntaals gebied.